# José Pascual Santamaría
José Pascual Santamaría (Madrid, 1916 - Stalingrado, URSS, 27 de agosto de 1942), apodado Popeye, fue un piloto y militar español que luchó en la Guerra Civil Española en defensa de la Segunda República Española, encuadrado en las Fuerzas Aéreas de la República Española. También formó parte de la Fuerza Aérea Soviética en la Segunda Guerra Mundial.

## Biografía
Nació en 1916 en Madrid y comenzó a trabajar desde temprano para alimentar a su familia, ya que se había quedado huérfano de padre desde muy pequeño.
En la guerra civil española, formó parte de la Segunda Promoción de Kirovabad y se integró en el 1º escuadrón, atribuyéndosele 6 derribos. Al final de la guerra, estudiaba en la escuela de vuelo en Kirovabad y se quedó en la URSS al final de la guerra. Al principio fue destinado a la planta del fabricante de automóviles y tractores de ZIL de Moscú, y luego a la de Járkov.
Con el inicio de invasión nazi de la Unión Soviética, se ofreció como voluntario para alistarse en el Ejército Rojo. Sin embargo, todos los españoles fueron enviados a estudiar a una escuela de formación de partisanos. Gracias a su perseverancia y a la ayuda del teniente general Alexander Osipenko (que fue brigadista en la guerra civil española), los pilotos españoles lograron un paso a la aviación de combate. José participó en la defensa de Moscú, donde voló un MiG-3. José Pascual acabó en julio de 1942 en el 788º regimiento de la 102ª división  de Defensa Aérea con base en Vorónezh, en el escuadrón del capitán Kozlov y armado con el Yak-1. Desde agosto, el regimiento participó en la batalla de Stalingrado. Junto con otros pilotos, realizó un vuelo de reconocimiento a la zona de Samofalovka-Kalach, descubriendo un grupo de 2 Ju 87 protegidos por 6 Bf 109. Sin dudarlo, se lanzaron a la batalla: dos bombarderos fueron derribados inmediatamente, pero luego los Messers atacaron y, además, los Yaks se estaban quedando sin combustible y los pilotos soviéticos comenzaron a abandonar la batalla. El compañero de José, Iósif Kapustin, murió en esta batalla. Alekséi Chuyánov escribe que José Pascual derribó seis cazas y bombarderos durante la batalla de Stalingrado.
Murió en combate aéreo el 27 de agosto de 1942 (según otras fuentes, el 8 de septiembre) y las autoridades soviéticas le condecoraron póstumamente con la Orden de Lenin.

## Homenajes
En la plaza Mamayev Kurgan de Volgogrado (antigua Stalingrado), hay un monumento con una lista de nombres en grandes letras de oro donde está el nombre de José Pascual Santamaría (junto al de Rubén Ruiz Ibarruri, hijo de Dolores Ibarruri).